# محدر
في علم التشريح، المَحْدَر هو جزء من جمجمة الإنسان في قاعدتها، ويوجد على شكل انخفاض بسيط خلف ظهر السرج الذي ينحدر إلى الوراء بشكل غير مباشر.
يكون المحدر بروزا منحدرا متدرجا نحو أكثر الأجزاء الداخلية للعظم القذالي في منطقة ارتباطه مع العظم الوتدي.
كما يقع المحدر خلف الجيبين الوتديين، وبجانب الثقبة الممزقة وبالقرب من المفاغرة مع دائرة ويليس. كما يقع الشريان القاعدي خلف المحدر.

## الأهمية السريرية
يعد المحدر الجزء الذي يحدث فيه الورم الحبلي.

## تمييز
يستخدم مصطلح المحدر كذلك للمحدر العيني (بالإنجليزية: clivus ocularis)‏ الذي يميل نحو الشبكية ويدخل في النقيرة في بقعة العين.
لذلك قد يستخدم مصطلح محدر بلومنباخ لتمييزها عنها.

## صور إضافية

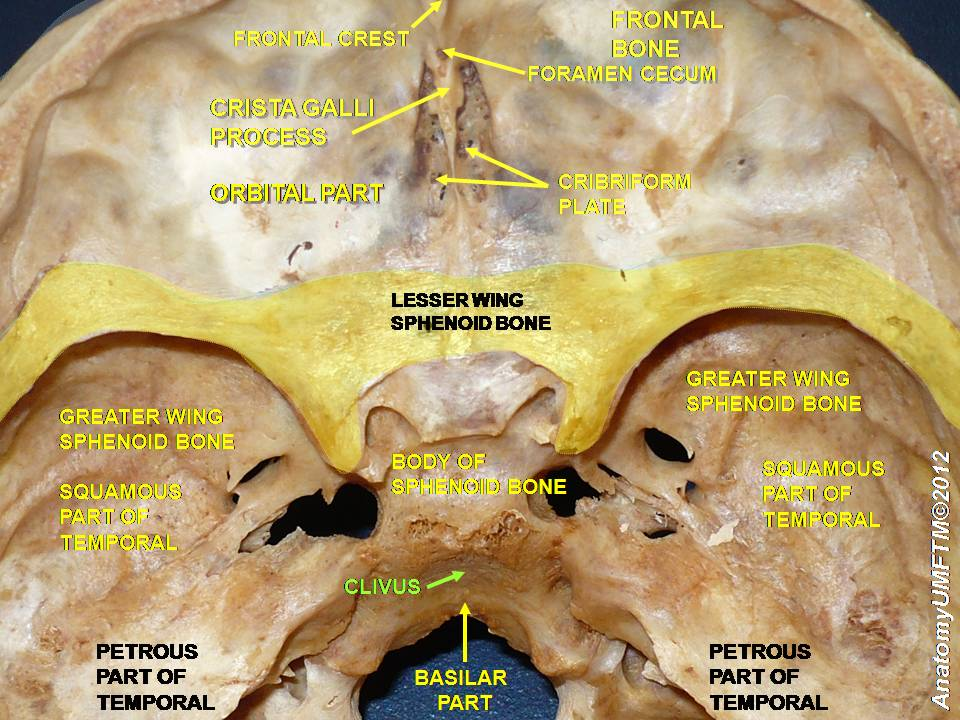
المحدر
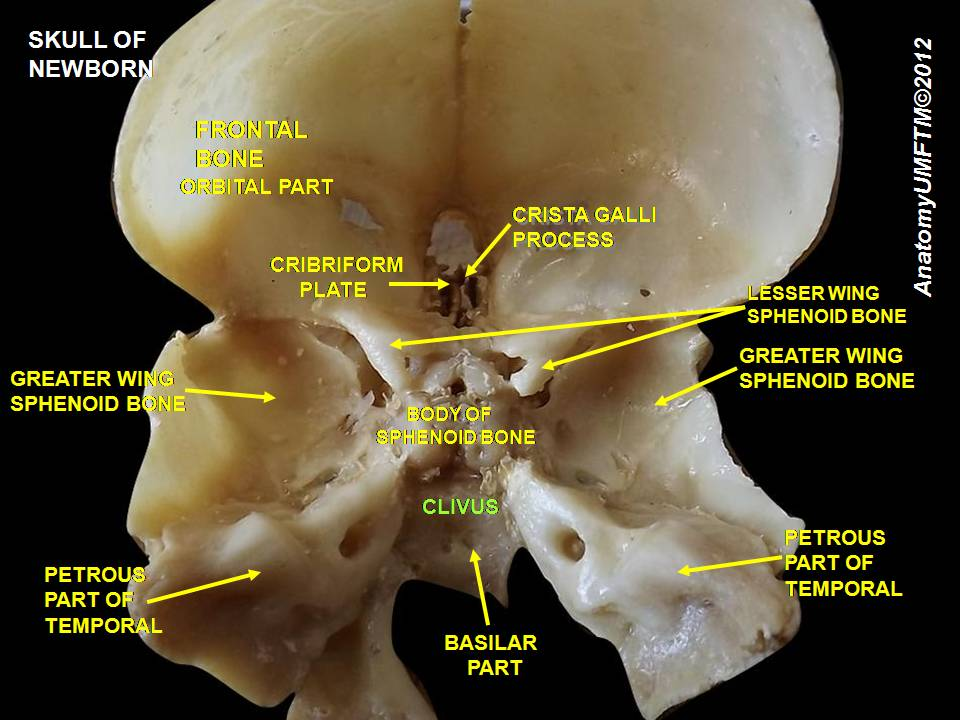
المحدر